# 朱利亚纳
朱利亚纳（義大利語：Giuliana），是意大利西西里大区巴勒莫广域市的一个市镇。总面积24平方公里，人口2092人，人口密度87.2人/平方公里（2009年）。ISTAT代码为082039。